# David Price
Pour les articles homonymes, voir David Price (homonymie) et Price.
David Taylor Price (né le 26 août 1985 à Murfreesboro, Tennessee, États-Unis) est un lanceur gaucher des Dodgers de Los Angeles de la Ligue majeure de baseball. 
Il gagne le trophée Cy Young du meilleur lanceur de la Ligue américaine en 2012 avec les Rays de Tampa Bay, pour qui il évolue du début de sa carrière en 2008 jusqu'en juillet 2014.

## Biographie

### Rays de Tampa Bay
David Price fut le tout premier joueur sélectionné au repêchage du baseball en 2007. Choisi par les Rays de Tampa Bay, il signe son premier contrat professionnel le 15 août de la même année. Le montant du contrat de six ans accordé au jeune lanceur s'élève à 8,5 millions de dollars US, incluant un boni à la signature de 5,6 millions. Ce boni est le deuxième plus élevé de l'histoire à être accordé à un premier choix de repêchage, après les 6,1 millions de dollars que les Diamondbacks de l'Arizona avaient donnés à Justin Upton, premier joueur sélectionné au repêchage de 2005.

#### Saison 2008
En 2008, Price évolue aux niveaux A, AA et AAA dans les ligues mineures. Après avoir compilé un excellent dossier de 12 victoires et une seule défaite, avec une moyenne de points mérités de 2,30, il est rappelé par les Rays et fait ses débuts dans les ligues majeures le 14 septembre 2008 contre les Yankees de New York. Il est appelé à lancer 5 manches et un tiers en relève. Une semaine plus tard, le 22 septembre, il fait son premier départ en carrière face aux Orioles de Baltimore, mais n'est pas impliqué dans la décision. Au total, Price a fait cinq apparitions au monticule pour les Rays en 2008, dont quatre en relève. Son dossier est de 0-0 avec une moyenne de 1,93 et 12 retraits sur des prises en 14 manches lancées.
Sans avoir encore remporté une victoire en saison régulière dans les majeures, David Price a signé un premier gain le 11 octobre lors de la Série de championnat de la Ligue Américaine, étant crédité de la décision gagnante dans le match #2 contre les Red Sox de Boston. Il a également enregistré les quatre derniers retraits du match #7 pour son premier sauvetage qui aida les Rays à éliminer les Sox et passer en Série mondiale.
À l'âge de 23 ans, Price a fait ses débuts en Série mondiale le 23 août 2008 contre les Phillies de Philadelphie. Appelé en relève en 7e manche, il enregistre les sept derniers retraits du match, bien qu'il ait accordé deux points (dont un non-mérité), permettant aux Rays de remporter la première victoire de leur histoire en Série mondiale, par la marque de 4-2.

#### Saison 2009
En 2009, il dispute sa saison recrue et est intégré à la rotation de lanceurs partants des Rays. Il gagne 10 matchs et en perd 7. Sa moyenne de points mérités est plutôt élevée à 4,42.

#### Saison 2010

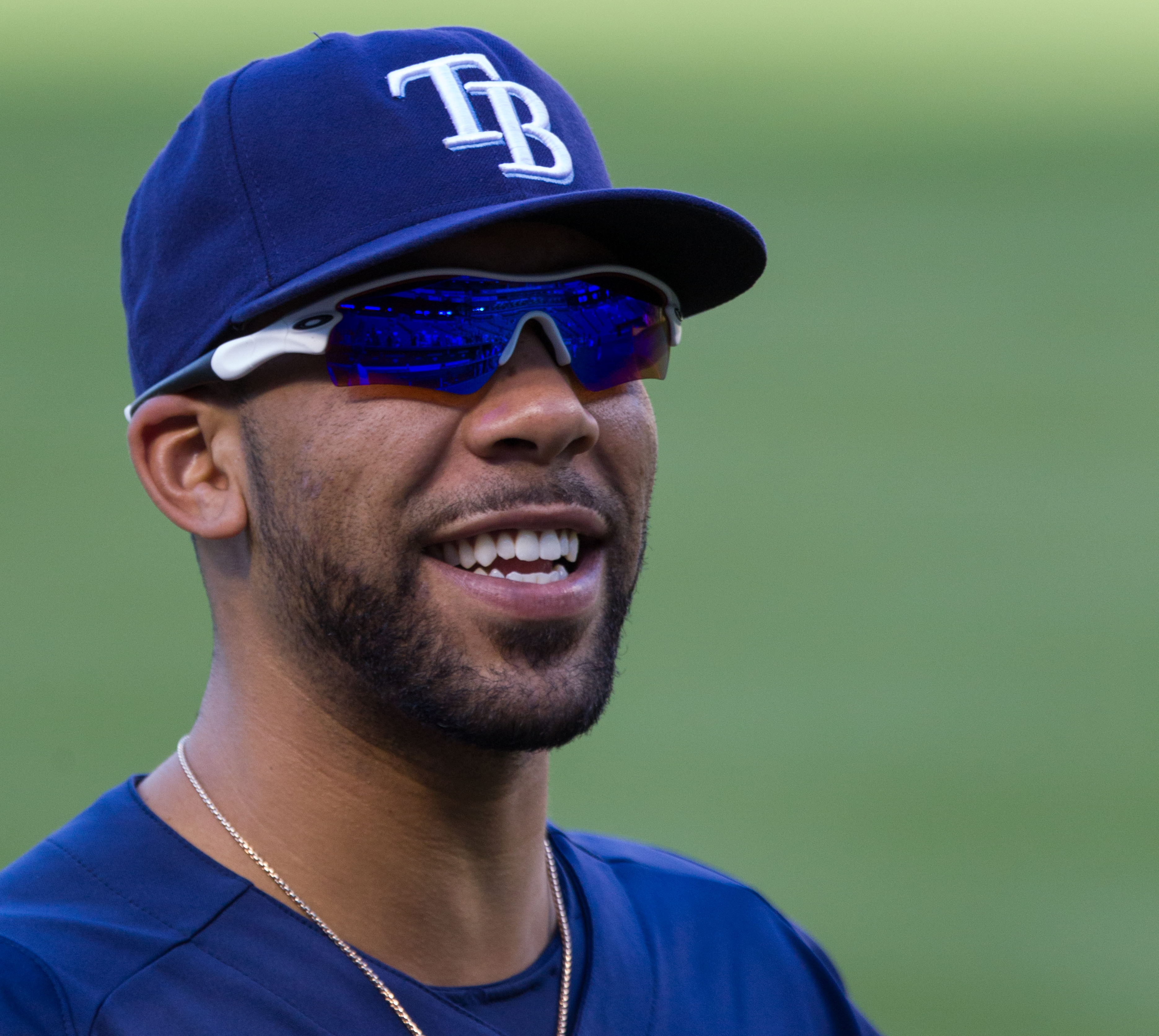
David Price en 2012.

En 2010, Price s'impose comme l'un des meilleurs lanceurs de la ligue. Le gaucher débute 31 parties en plus d'une présence comme releveur. Avec 19 victoires, il est deuxième de la Ligue américaine derrière CC Sabathia (21 gains) des Yankees de New York et quatrième du baseball majeur. Sa moyenne de points mérités de 2,72 le classe deuxième de l'Américaine après l'as des Mariners de Seattle Felix Hernandez et septième au total dans les majeures. Il ne subit que six défaites en saison régulière, lance deux matchs complets dont un blanchissage et dépasse les 200 manches lancées pour la première fois de sa carrière. À la mi-saison, il est invité au match des étoiles pour la première fois. Au vote annuel du trophée Cy Young, remis au meilleur lanceur de la saison, il reçoit quatre voix de première place mais le prix est remis à Hernandez des Mariners.
Sa belle saison est obscurcie par des contre-performances en éliminatoires alors qu'il encaisse la défaite à ses deux départs en Série de divisions, l'affrontement de première ronde qui voit les Rays subir l'élimination aux mains des Rangers du Texas. Price est le partant de Tampa Bay dans la première et la dernière rencontre de cette série au meilleur de cinq parties.

#### Saison 2011
L'année 2011 n'est pas aussi brillante, bien que marquée par sa deuxième sélection au match des étoiles. Il montre un dossier perdant de 12 gains et 13 revers avec une moyenne de points mérités de 3,49 en 224 manches et un tiers lancées. Ses 218 retraits sur des prises, un sommet en carrière, lui permettent cependant de se classer au 5e rang de la Ligue américaine et son ratio retraits sur des prises / buts-sur-balles demeure l'un des meilleurs de la ligue. Les Rays retrouvent les Rangers en première ronde éliminatoire et Price est le partant dans le 3e match. Il encaisse la défaite dans le revers de 4-3 de Tampa Bay.

#### Saison 2012

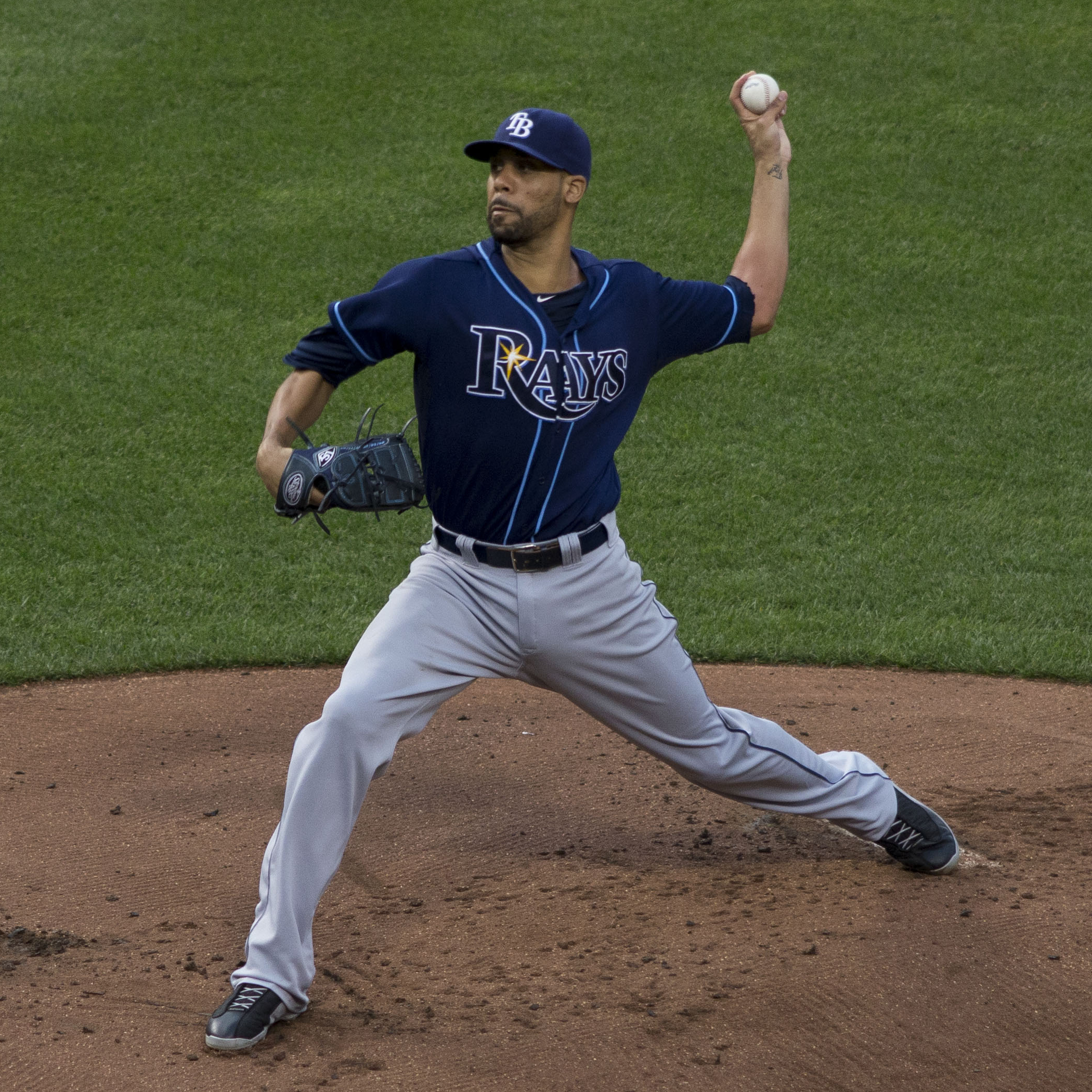
David Price en 2013 avec les Rays de Tampa Bay.

En 2012, David Price remporte le trophée Cy Young du meilleur lanceur de la Ligue américaine. Il mène l'Américaine et est deuxième dans le baseball majeur derrière Clayton Kershaw des Dodgers de Los Angeles avec une moyenne de points mérités de 2,56. Il ne subit que cinq défaites et gagne 20 matchs, le second plus haut total de victoires des majeures et le meilleur de l'Américaine à égalité avec Jered Weaver des Angels de Los Angeles. Price enregistre 205 retraits sur des prises en 211 manches lancées au cours de ses 31 départs pour les Rays. Au scrutin désignant le gagnant du Cy Young, Price remporte le deuxième vote le plus serré de l'histoire de la Ligue américaine, avec seulement quatre points de plus que le gagnant de l'année précédente, Justin Verlander des Tigers de Détroit. Il est le premier lauréat de ce prix dans l'histoire des Rays. À la mi-saison, il reçoit sa troisième invitation en trois ans au match des étoiles. L'adversaire ne frappe que pour ,226 contre lui en cours d'année.

#### Saison 2013
En 2013, Price amorce 27 parties des Rays et sa moyenne de points mérités est à la hausse : elle atteint 3,33 en 186 manches et deux tiers lancées. Il remporte 10 victoires contre 8 défaites et enregistre 151 retraits sur des prises. Il est le lanceur de la Ligue américaine qui accorde en moyenne le moins de buts-sur-balles (1,3) par 9 manches lancées et il est le co-meneur de l'Américaine pour les matchs complets avec 4, le même total que Chris Sale des White Sox de Chicago.

#### Saison 2014
Price est invité au match des étoiles 2014. C'est sa 4e sélection.

### Tigers de Détroit
Le 31 juillet 2014, les Rays échangent Price aux Tigers de Détroit dans une transaction à 3 clubs impliquant aussi les Mariners de Seattle. Pour recevoir Price, les Tigers transfèrent le lanceur gaucher Drew Smyly et l'arrêt-court des ligues mineures Willy Adames aux Rays ainsi que le voltigeur de centre Austin Jackson aux Mariners, qui de leur côté envoient aux Rays le joueur de champ intérieur Nick Franklin.
Le 16 janvier 2015, le salaire de Price passe à 19,75 millions de dollars pour la saison 2015 lorsqu'il s'entend avec les Tigers pour éviter l'arbitrage salarial. Il s'agit d'une nouvelle somme record accordée à un jour éligible à l'arbitrage.

### Blue Jays de Toronto

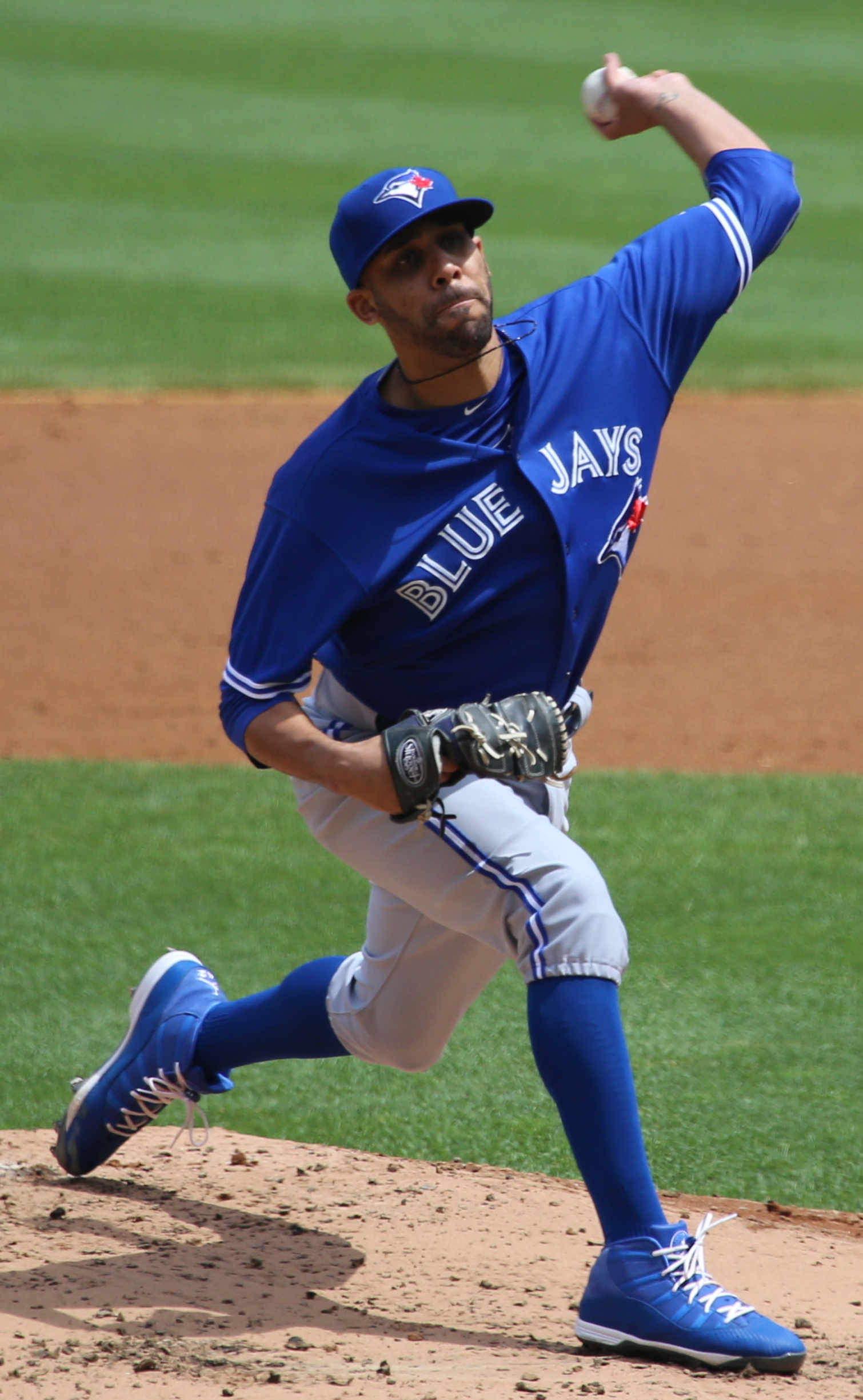
David Price le 8 août 2015 avec les Blue Jays de Toronto.

Le 30 juillet 2015, les Tigers de Détroit échangent David Price aux Blue Jays de Toronto contre les lanceurs gauchers Daniel Norris, Jairo Labourt et Matt Boyd.

### Red Sox de Boston
Devenu agent libre après la saison 2015, David Price rejoint les Red Sox de Boston le 4 décembre 2015. Il accepte un contrat de 217 millions de dollars pour 7 saisons, qui comporte une option lui donnant le droit de mettre fin au contrat après 3 saisons, soit après 2018. Le contrat signé par Price est alors le plus lucratif jamais consenti à un lanceur.

## Statistiques
| Saison | Équipe            | G   | GS  | CG | SHO | V   | D  | SV | IP     | SO   | ERA  |
| ------ | ----------------- | --- | --- | -- | --- | --- | -- | -- | ------ | ---- | ---- |
| 2008   | Tampa Bay         | 5   | 1   | 0  | 0   | 0   | 0  | 0  | 14.0   | 12   | 1,93 |
| 2009   | Tampa Bay         | 23  | 23  | 0  | 0   | 10  | 7  | 0  | 128.1  | 102  | 4,42 |
| 2010   | Tampa Bay         | 32  | 31  | 2  | 1   | 19  | 6  | 0  | 208.2  | 188  | 2,72 |
| 2011   | Tampa Bay         | 34  | 34  | 0  | 0   | 12  | 13 | 0  | 224.1  | 218  | 3,49 |
| 2012   | Tampa Bay         | 31  | 31  | 2  | 1   | 20  | 5  | 0  | 211.0  | 205  | 2,56 |
| 2013   | Tampa Bay         | 27  | 27  | 4  | 0   | 10  | 8  | 0  | 186.2  | 151  | 3,33 |
| 2014   | Tampa Bay Détroit | 34  | 34  | 3  | 0   | 15  | 12 | 0  | 248.1  | 271  | 3,26 |
| 2015   | Détroit Toronto   | 32  | 32  | 3  | 1   | 18  | 5  | 0  | 220.1  | 225  | 2,45 |
| 2016   | Boston            | 35  | 35  | 2  | 0   | 17  | 9  | 0  | 230.0  | 228  | 3,99 |
| 2017   | Boston            | 16  | 11  | 0  | 0   | 6   | 3  | 0  | 74.2   | 76   | 3,38 |
| 2018   | Boston            | 30  | 30  | 1  | 0   | 16  | 7  | 0  | 176.0  | 177  | 3,58 |
| Totaux | Totaux            | 299 | 289 | 17 | 3   | 143 | 75 | 0  | 1922.1 | 1853 | 3,25 |

| Saison | Équipe    | G  | GS | CG | SHO | V | D | SV | IP   | SO | ERA   |
| ------ | --------- | -- | -- | -- | --- | - | - | -- | ---- | -- | ----- |
| 2008   | Tampa Bay | 5  | 0  | 0  | 0   | 1 | 0 | 1  | 5.2  | 8  | 1,59  |
| 2010   | Tampa Bay | 2  | 2  | 0  | 0   | 0 | 2 | 0  | 12.2 | 14 | 4,97  |
| 2011   | Tampa Bay | 1  | 1  | 0  | 0   | 0 | 1 | 0  | 6.2  | 3  | 4,05  |
| 2013   | Tampa Bay | 1  | 1  | 0  | 0   | 0 | 1 | 0  | 7.0  | 5  | 9,00  |
| 2014   | Détroit   | 1  | 1  | 0  | 0   | 0 | 1 | 0  | 8.0  | 6  | 2,25  |
| 2015   | Toronto   | 4  | 3  | 0  | 0   | 1 | 2 | 0  | 23.1 | 23 | 6,17  |
| 2016   | Boston    | 1  | 1  | 0  | 0   | 0 | 1 | 0  | 3.1  | 3  | 13,50 |
| 2017   | Boston    | 2  | 0  | 0  | 0   | 0 | 0 | 0  | 6.2  | 6  | 0,00  |
| 2018   | Boston    | 6  | 5  | 0  | 0   | 3 | 1 | 0  | 26.0 | 23 | 3,46  |
| Totaux | Totaux    | 23 | 14 | 0  | 0   | 5 | 9 | 1  | 99.1 | 91 | 4,62  |

Note : G = Matches joués ; GS = Matches comme lanceur partant ; CG = Matches complets ; SHO = Blanchissages ; 
V = Victoires ; D = Défaites ; SV = Sauvetages ; IP = Manches lancées ; SO = Retraits sur des prises ; ERA = Moyenne de points mérités.